# Éditions Dumerchez
Les éditions Dumerchez, à l'origine Dumerchez-Naoum, sont une maison d'édition créée en 1983 par Bernard Dumerchez et Fred Naoum, et exploitée par la société Alliance du Nord.

## Présentation
Les éditions sont situées à Creil. Elles sont diffusées par Les Belles Lettres.
Les éditions Dumerchez ont publié à ce jour plus de 250 ouvrages de poésie, littérature, théâtre et autres. Chaque publication est souvent associée à un artiste contemporain et déclinée par un ouvrage de bibliophilie. Les éditions ont également une importante activité dans le domaine du livre d'artiste.
L'éditeur attache une attention toute particulière à l'objet livre, ainsi que le souligne Le Matricule des Anges : « À l'écart de toute nécessité de réussite commerciale rapide, les ouvrages sont conçus pour durer (d'où le beau papier) et être disponibles à tout moment, ce qui n'est pas le cas de certaines productions éditoriales dont la durée de vie est à peine supérieure au temps de cuisson des œufs durs... » 
Une exposition « Juste des livres, Exposition de livres d'artistes des éditions Dumerchez » regroupant ses 25 ans d'activité en ce domaine a eu lieu au musée départemental de l'Oise à Beauvais en 2009 avec l'édition d'un catalogue. Une deuxième exposition « Bernard Dumerchez, éditeur, une vie de livres et d'art » a eu lieu en 2018 au même endroit pour ses 35 ans d'édition. Le fonds est déposé à la médiathèque départementale de l'Oise, également sise à Beauvais.